# هاري كيلي
هاري كيلي (بالإنجليزية: Harry Kelley)‏ هو لاعب كرة قاعدة أمريكي، ولد في 13 فبراير 1906 في باركين في الولايات المتحدة، وتوفي بنفس المكان في 23 مارس 1958.

## وصلات خارجية
- هاري كيلي على موقعبيزبول رفرنس.كوم (الدوري الرئيسي) (الإنجليزية)
- هاري كيلي على موقعبيزبول رفرنس.كوم (الدوري الثانوي) (الإنجليزية)